# Ambrief
Ambrief es una comuna francesa, situada en el departamento de Aisne, de la región de Alta Francia.

## Demografía
| 133 | 119 | 108 | 87 | 91 | 84 | 72 | 62 | 70 |
| Para los censos de 1962 a 1999 la población legal corresponde a la población sin duplicidades (Fuente: INSEE [Consultar]) |     |     |    |    |    |    |    |    |